# Psoralea arborea
Psoralea arborea là một loài loài thực vật họ Đậu (Fabaceae).
Loài này có ở Nam Phi và Swaziland.
Chúng hiện đang bị đe dọa vì mất môi trường sống.